# Nacho Vidal
Nacho Vidal, rođen kao Ignacio Jorda Gonzales (30. prosinca 1973. u Mataru, Barcelona, Španjolska) je španjolski pornografski glumac i filmski redatelj.

## Biografija
Rođen u provinciji Barcelone, Mataru, Vidal je u vrlo ranoj mladosti s obitelji preselio u Valenciju odakle jedan dio njegove obitelji i dolazi. Iako mu je obitelj bila bogata, zbog naftne krize uskoro su izgubili gotovo sav novac.
U dobi od 14 godina Vidal je prekinuo školovanje i započeo raditi kako bi pomogao obitelji. Kao mladi tinejdžer svirao je u punk bendu. Također je bio i boksač te se upisao u boksačku španjolsku ligu u Melilli. U dobi od 21 godine započeo je raditi u pornografskom klubu Bagdad u Barceloni gdje je nastupao na pozornici uživo sa svojom tadašnjom djevojkom "Jazmine". Upravo tamo je upoznao redatelja erotskog filmskog festivala u Barceloni, Josea Mariju Poncea, koji ga je uveo u svijet porno industrije. Mnogo godina nalazio se u vezi s porno glumicom Belladonnom i čak su jedno vrijeme bili i zaručeni, ali se na kraju ipak nisu vjenčali. 
31. svibnja 2005. godine Vidal je najavio svoje povlačenje iz pornografije i oženio se s kolumbijskom manekenkom Franceskom Jaimes. Preselili su se u vilu koju je ranije posjedovala njegova obitelj, a koja se nalazila u malom gradiću Enguera, u Valenciji. Tamo su započeli obitelj, ali samo šest tjedana kasnije se razvode i Vidal se vraća pornografiji nekoliko mjeseci nakon najavljene mirovine. Vidal također ima kćer iz veze s Rosom Castro iz Venezuele. 
Vidal je proteže Rocca Siffredija koji ga je doveo u Hollywood 1998. godine. U svojoj plodnoj karijeri nastupio je u preko 1500 filmova, a mnogo ih je i producirao i režirao (od 2000. godine ti filmovi uključuju "she-male" i gay naslove za video kompaniju Evil Angel). Iako je deklarirani heteroseksualac, poznat je po tome što je režirao nekoliko gay filmova kao poklon svojim obožavateljima koje čine mnogi homoseksualci. Vidal je izjavio da je vrlo otvorenog duha, ali da je u privatnom životu čisti heteroseksualac.
Pored porno filmova, Vidal je također glumio i u nekoliko popularnih španjolskih filmova i televizijskih serija, uključujući seriju Los Simuladores i filmove Va a ser que nadie es perfecto i El Alquimista Impaciente. 